# Bisdom Puno
Het bisdom Puno (Latijn: Dioecesis Puniensis) is een rooms-katholiek bisdom met als zetel Puno, in Peru. Het bisdom is suffragaan aan het aartsbisdom Arequipa. 

## Geschiedenis
Het bisdom werd opgericht op 7 oktober 1861, uit delen van het bisdom Cuzco, en was suffragaan aan het aartsbisdom Lima. Op 23 mei 1943 wisselde het van kerkprovincie en werd suffragaan aan het nieuw verheven aartsbisdom Arequipa. 

## Parochies
Het bisdom had in 2021 een oppervlakte van 18.310 km2 en telde 736.802 inwoners waarvan 87,0% rooms-katholiek was.

## Bisschoppen
- Mariano Chacón y Becerra (7 april 1862 - 13 april 1863)
- Juan María Ambrosio Huerta Galván (27 maart 1865 - 23 juni 1875)
- Pedro José Chávez Ponce (5 juli 1875 - 11 maart 1879)
- Juan Estévanes y Seminario (27 februari 1880 - 2 oktober 1880)
- Ismaele Puirredón (14 februari 1889 - 28 augustus 1908)
- Valentín Ampuero Núñez (16 maart 1909 - 2 december 1914)
- Fidel María Cosío y Medina (7 januari 1923 - 14 mei 1933)
- Salvatore Herrera y Pinto (21 december 1933 - 5 april 1948)
- Alberto Maria Dettmann y Aragón (28 juni 1948 - 6 februari 1959)
- Julio González Ruiz (2 maart 1959 - 1 juli 1972)
- Jesús Mateo Calderón Barrueto (3 november 1972 - 14 februari 1998)
- Jorge Pedro Carrión Pavlich (25 maart 2000 - heden)

Arequipa (aartsbisdom) · Ayaviri (territoriale prelatuur) · Chuquibamba (territoriale prelatuur) · Juli (territoriale prelatuur) · Puno · Santiago Apóstol de Huancané (territoriale prelatuur) · Tacna y Moquegua